# 乌诺前列酮
乌诺前列酮（英語：Unoprostone）是一种前列腺素类似物，2000年获得美国食品药品监督管理局批准上市。